# Quỳnh Minh, Quỳnh Lưu
Quỳnh Minh là một xã thuộc huyện Quỳnh Lưu, tỉnh Nghệ An, Việt Nam.
Xã Quỳnh Minh có diện tích 4,07 km², dân số năm 1999 là 4.741 người, mật độ dân số đạt 1165 người/km².
...
Từ xa xưa trên địa bàn xã này có tuyến kênh Nhà Lê nối từ  kinh đô Hoa Lư đến Đèo Ngang đi qua, là tuyến đường thủy đầu tiên trong lịch sử Việt Nam và được coi là tuyến đường Hồ Chí Minh trên sông vì những đóng góp cho các cuộc chiến tranh của người Việt (hiện là một đoạn của sông Hàu theo tên gọi địa phương).